# نوكيا 6700 كلاسيك
نوكيا 6700 كلاسيك (بالإنجليزية: Nokia 6700 classic)‏ هو هاتف محمول من نوكيا.

## الخصائص
- الشاشة: 320 × 240
- الوزن: 113 غرام
- الذاكرة: 170ميجابايت